# Kvarnsvedens IK
Kvarnsvedens IK är en fotbollsförening som har sitt säte i Borlänge. Föreningen har dam-, herr- och ungdomsverksamhet. Damlaget spelar säsongen 2025 i Division 2 Mellersta Svealand  och herrlaget i Division 4 Dalarna. 

## Historia
Kvarnsvedens IK har sitt ursprung i föreningen BTK Verdandi. År 1974 bytte föreningen namn till dagens Kvarnsvedens IK och antog då även färgerna vitt, blått och rött, som än i dag är klubbens färger.
Damlaget kvalificerade sig den 12 september 2015, via Elitettan, för spel i Damallsvenskan 2016. Kvarnsvedens IK slutade på en nionde plats under sin debutsäsong. Under sin andra säsong i Damallsvenskan slutade klubben på en elfte plats och blev nedflyttade.

## Spelare

### Herrlagets spelartrupp
| Nr | Land    | Pos | Namn                 |
| -- | ------- | --- | -------------------- |
| 1  | Sverige | MV  | Victor Astor         |
| 2  | Sverige | F   | Kevin Tarindo Lundin |
| 3  | Sverige | F   | Daniel Ögren         |
| 4  | Sverige | F   | Kristoffer Fredin    |
| 5  | Sverige | F   | Robin Fransson       |
| 6  | Sverige | F   | Mohammed Almousilli  |
| 7  | Sverige | MF  | Emil Hjälte          |
| 8  | Sverige | MF  | Jesper Andersson     |
| 9  | Sverige | A   | Felix Ljungberg      |
| 10 | Sverige | MF  | Ferhat Tayfur        |
| 11 | Sverige | MF  | Simon Ingesson       |

| Nr | Land    | Pos | Namn                     |
| -- | ------- | --- | ------------------------ |
| 12 | Sverige | MF  | Joakim Broman            |
| 13 | Sverige | A   | Adreis Bibo              |
| 14 | Sverige | F   | Mbaye Abdoulaye Touré    |
| 15 | Sverige | A   | Ferhan Abic              |
| 16 | Sverige | MF  | Max Uhr                  |
| 17 | Sverige | MF  | Mohammed Erbek           |
| 18 | Sverige | MF  | Erik Larsson             |
| 19 | Sverige | F   | Jonathan Forsberg        |
| 22 | Sverige | MF  | Isak Bergdahl Gustavsson |
| 25 | Sverige | MV  | Aras Karimi              |

## Kvarnsvedens IP
Föreningens verksamhet är i huvudsak förlagd till Kvarnsvedens IP, som ligger i stadsdelen Kvarnsveden i norra Borlänge. Idrottsplatsen delas med bland andra Kvarnsvedens GoIF, och drivs av HB Kvarnsvedens IP.